# Style régulier

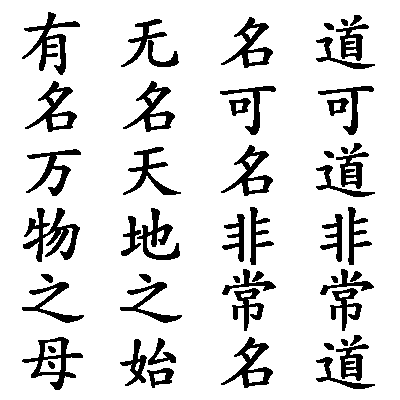
Début du Dao De Jing en calligraphie régulière (caractères simplifiés).

Le style régulier (chinois simplifié : 楷书 ; chinois traditionnel : 楷書 ; pinyin : kǎishū) est un style ancien de calligraphie chinoise.
Vers 200 av. J.-C., l'écriture des clercs (lìshū) est jugée encore trop élaborée. Ses traits courbes sont particulièrement délicats à tracer. Liu Xie, le dernier empereur de la dynastie des Han de l'Ouest, fait alors élaborer une nouvelle écriture qui perdure jusqu'à nos jours. Son nom, Kǎishū, d'après Shi Bo, vient de Kai (楷) : modèle à imiter, et signifie donc modèle d'écriture à imiter.